# Hipolita Maria Sforza
Hipolita Maria Sforza (ur. 18 kwietnia 1446 w Mediolanie, zm. 20 sierpnia 1484 w Neapolu) – księżniczka mediolańska wywodząca się z potężnej kondotierskiej dynastii Sforzów, która rządziła Mediolanem w latach 1450–1535). Była pierwszą żoną przyszłego króla Neapolu Alfonsa II i babką polskiej królowej Bony Sforzy.

## Pochodzenie
Hipolita Maria przyszła na świat w Kremonie 18 kwietnia 1446 roku jako najstarsza córka Franciszka I, księcia Mediolanu i jego żony Bianki Marii Visconti (ur. 31 marca 1425, zm. 28 października 1468). Miała sześciu braci i jedną młodszą siostrę.
Jej dziadkami ze strony ojca byli – słynny kondotier Muzio Attendolo Sforza i jego długoletnia kochanka Lucia di Torsano, a ze strony matki – książę Mediolanu Filippo Maria Visconti i jego długoletnia kochanka Agnese del Maino.

## Młodość i wykształcenie
Hipolita Maria była bardzo inteligentną i wykształconą młodą damą - wraz z braćmi i siostrą była uczona w pałacowej szkole prowadzonej przez greckiego uczonego i gramatyka Konstantyna Laskarysa, który nauczał filozofii i greki. Kiedy miała czternaście lat wygłosiła własnoręcznie napisane przemówienie po łacinie przed przebywającym w Mantui papieżem Piusem II, który był zdziwiony erudycją młodej Sforzy.
W ciągu  całego swojego życia wysłała bardzo wiele listów, zwłaszcza w okresie trwania małżeństwa z Alfonsem II w latach 1465–1482. Poza listami przetrwały jeszcze niektóre z pisanych przez Hipolitę Marię łacińskich eklog, które wysyłała do swojego ojca Franciszka I.

## Małżeństwo i dzieci

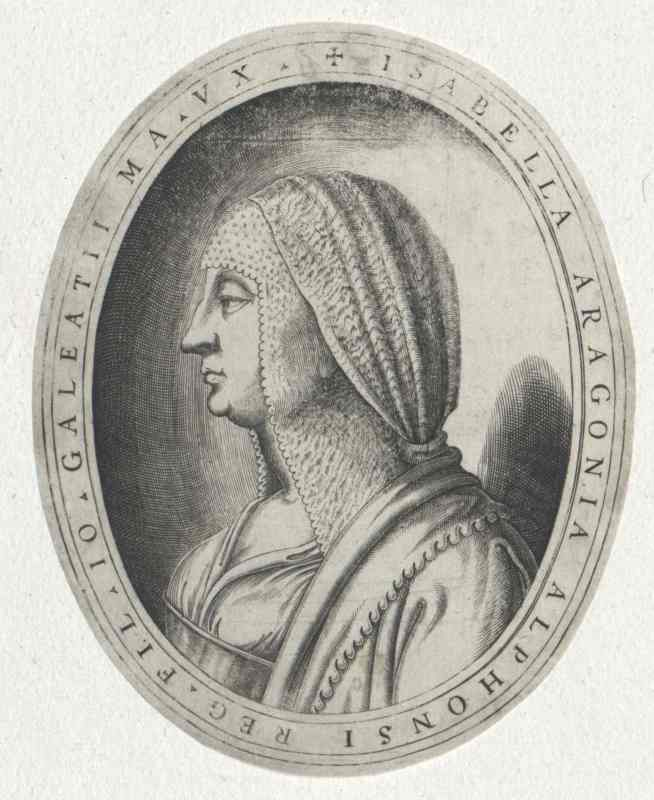
Izabela Aragońska, córka Hipolity Marii i Alfonsa II

Dziewiętnastoletnia Hipolita Maria poślubiła księcia Kalabrii Alfonsa (4 listopada 1448 – 18 grudnia 1495), najstarszego syna króla Neapolu Ferdynanda I i jego pierwszej żony Izabeli de Clermont w czasie publicznej ceremonii w Mediolanie dnia 10 października 1465. Hipolita Maria zmarła na dziesięć lat przed wstąpieniem na tron jej męża. Małżeństwo mediolańskiej księżniczki z neapolitańskim następcą tronu umocniło potężny sojusz obu tych państw stworzony przez ojców młodej pary. Hipolita była pierwszą żoną Alfonsa, który przez cały czas trwania ich małżeństwa miewał romanse z neapolitankami, które urodziły mu kilkoro dzieci. Małżeństwo było źle dobrane, ponieważ książę Alfons był o wiele gorzej wyedukowany od swojej żony i miał w stosunku do niej kompleks niższości, poza tym uważał swoją żonę za o wiele za nisko dlań urodzoną - jej dziadek był kondotierem chłopskiego pochodzenia, którego nieślubny syn poprzez małżeństwo z nieślubną córką księcia Mediolanu został jego następcą – wskutek tego przez cały czas trwania małżeństwa z Hipolitą Marią, nie okazywał jej szacunku i uczucia.
Wspólne Alfons II i Hipolita Maria mieli dwoje dzieci:
- Ferdynand II (ur. 26 sierpnia 1469  – zm. październik1496), następny król Neapolu i mąż Joanny Aragońskiej
- Izabela Aragońska (ur. 2 października 1470 – zm. 11 lutego 1524), księżna Bari i żona swojego kuzyna Gian Galeazza Sforzę, księcia Mediolanu, z którym miała troje dzieci, w tym Bonę Sforzę (ur. 13 lutego 1495 – zm. 31 grudnia 1558), żonę Zygmunta I Starego, króla Polski, z którym miała sześcioro dzieci.
- Piotr (ur. 31 marca 1472 – zm. 17 lutego 1491), ksiażę Rossano

Hipolita Maria Sforza zmarła w Neapolu 20 sierpnia 1484 roku. Kilka miesięcy później Alfons II poślubił swoją wieloletnią kochankę Truzię Gazzelę, z którą miał dwoje dzieci urodzonych w czasie trwania jego małżeństwa z Hipolitą Marią.